# Hvidbjerg Vesten Å Sogn
Hvidbjerg Vesten Å Sogn er et sogn i Sydthy Provsti (Aalborg Stift).
I 1800-tallet var Ørum Sogn (Thisted Kommune) og Lodbjerg Sogn annekser til Hvidbjerg Vesten Å Sogn. Alle 3 sogne hørte til Hassing Herred (Thisted Amt). Hvidbjerg-Ørum-Lodbjerg sognekommune blev ved kommunalreformen i 1970 indlemmet i Sydthy Kommune, som ved strukturreformen i 2007 indgik i Thisted Kommune.
I Hvidbjerg Vesten Å Sogn ligger Hvidbjerg Kirke (Thisted Kommune).
I sognet findes følgende autoriserede stednavne:
- Bavnebakke (areal)
- Grønbakke (areal)
- Hvidbjerg Klitplantage (areal)
- Istrup (bebyggelse, ejerlav)
- Istrup Plantage (areal)
- Kjallerup (bebyggelse)
- Lyngby (bebyggelse)
- Lyngholm Mark (bebyggelse)
- Madsted (bebyggelse, ejerlav)
- Sandhoved (areal)
- Spajlsgårde (bebyggelse, ejerlav)
- Spajlskær (areal)
- Stenhøj Sande (areal)
- Svankær (bebyggelse)
- Ørndal Bakke (areal)
- Åkær (areal, ejerlav)